# Rainer Silkenbeumer
Rainer Silkenbeumer (* 2. Juni 1942 in Schröttersburg, heute Polen) ist ein deutscher Politiker (SPD). Von 1978 bis 1986 war er Mitglied des Niedersächsischen Landtages.
Nach dem Besuch der Volks- und der Mittelschule in Hannover machte Silkenbeumer eine Kaufmännische Lehre und war danach Angestellter der Bank für Gemeinwirtschaft. Von 1963 bis 1966 war er an der Jugendbildungsstätte Haus Naumburg Dozent für Jugendpflege und politische Bildung. Im Jahr 1965 erhielt er ein Stipendium für ein Studium der Jugend- und Sozialarbeit in Cleveland und San Francisco. Nach seiner Rückkehr 1966 studierte er bis 1969 an der Pädagogischen Hochschule Niedersachsen. Nach Studienende war er zwei Jahre Hauptschullehrer in Hannover. Von 1971 bis 1978 war Silkenbeumer wissenschaftlicher Assistent und Akademischer Rat im Fachbereich Erziehungswissenschaft 1 an der Universität Hannover. Von 1975 bis 1979 leitete das Forschungsprojekt "Soziales und politisches Lernen in der Grundschule". Später war er Mitarbeiter bei der Niedersächsischen Landeszentrale für politische Bildung. Der SPD gehört er seit 1970 an. Ab 1981 war er Vorsitzender der SPD Langenhagen. Von 1974 bis 1981 gehörte er dem Rat der Stadt Langenhagen an und 1978 zog er in die neunte Wahlperiode des Niedersächsischen Landtages ein, dem er auch noch in der zehnten Wahlperiode angehörte. Am 20. Juni 1986 schied er aus dem Landesparlament aus.